# 한스 하테부르
한스 하테부르(네덜란드어: Hans Hateboer, 1994년 1월 9일 ~)은 네덜란드의 축구 선수로, 현재 이탈리아의 아탈란타 소속이다. 포지션은 라이트 백이다.